# Góry Kurdystańskie
Góry Kurdystańskie (Góry Kurdyjskie; pers. کوه های کردستان, Kūhhā-ye Kordestān) – góry na pograniczu Iranu, Turcji i Iraku. Rozciągają się z północnego zachodu na południowy wschód na długości ok. 240 km i wznoszą się średnio na wysokość 3000 m n.p.m. Na południowym wschodzie łączą się z górami Zagros. Najwyższy szczyt, Uludoruk, sięga 4136 m n.p.m. Góry zostały sfałdowane w orogenezie alpejskiej i zbudowane są głównie z łupków krystalicznych i metamorficznych oraz z marmurów i piaskowców. Poprzecinane są głębokimi dolinami. W części zachodniej porośnięte widnymi lasami dębowymi i makią, natomiast na wschodzie suchą roślinnością stepową. Szczyty pokryte są łąkami alpejskimi.